# AEC Mk I Deacon
Der AEC Mk I „Deacon“ war ein britischer Radpanzer und Panzerjäger des Zweiten Weltkrieges. Er wurde entwickelt, um den Panzerabwehrtruppen der britischen Armee höhere Mobilität zu verleihen. Grundlage für das Fahrzeug war der Panzerspähwagen AEC sowie der LkW AEC Matador. Er wurde so modifiziert, dass er eine 6-Pfünder-PaK transportieren konnte. Das Fahrzeug war lediglich von 1942 bis 1943 und ausschließlich auf dem nordafrikanischen Kriegsschauplatz im Dienst.

## Aufbau

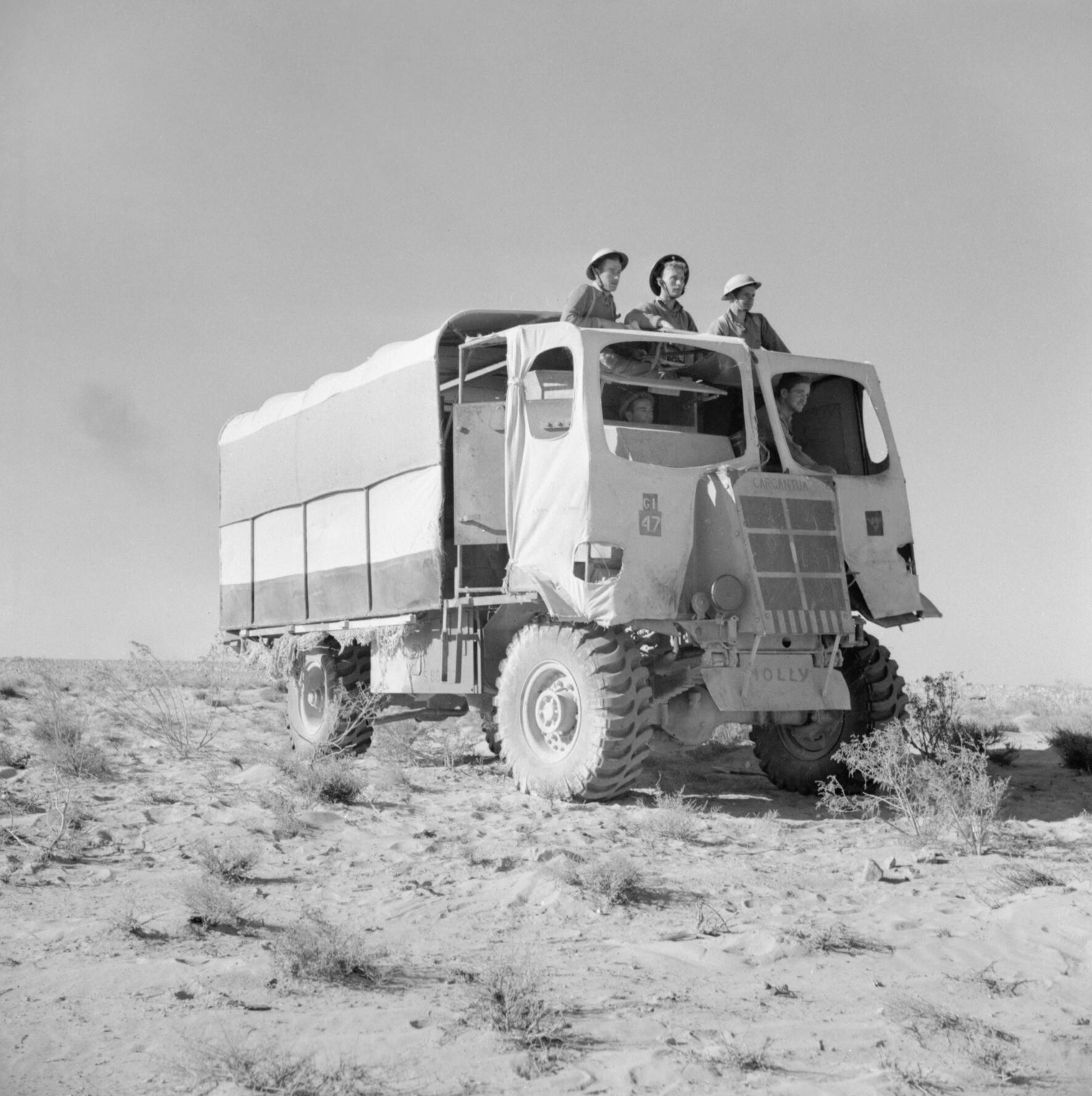
Mit Stoffbespannung als gewöhnlicher LKW getarnter Deacon.

Eigentlich war der Deacon lediglich das Ergebnis einiger Improvisationen innerhalb der britischen Armee und weit entfernt von dem, was eigentlich einen Jagdpanzer ausmacht. Das Allrad-Chassis des AEC wurde so verändert, dass die Führerkabine weit nach vorn verlagert wurde. Auf der Bodenplatte eines AEC-Matador-LkW wurde die drehbare Geschützplattform errichtet. Seitlich und frontal war die Geschützbesatzung damit gesichert, jedoch nicht von hinten oder oben, was das Fahrzeug anfällig für Luftangriffe und Splitterwirkungen machte. Die Produktion des Fahrzeugs begann im Dezember 1942. Insgesamt wurden 175 Fahrzeuge hergestellt.

## Gefechtsdienst
Eingesetzt wurde der Deacon lediglich in Nordafrika, einem Gefechtsgelände, das wie für Radfahrzeuge geschaffen ist. Erstmals wurden die Fahrzeuge im Rahmen des 76th Anti-Tank-Regiments im Rahmen der Schlacht um El Hamma eingesetzt. Dabei konnten sich die Fahrzeuge im Gefecht gegen deutsche Panzer III bewähren. Nach dem Ende des Kampfes in Nordafrika wurden sie zuerst aus dem aktiven Dienst genommen. Einige sollten in die Türkei verkauft werden, einige wurden zu gepanzerten Munitionstransportern umgebaut.